# Nagytilaj
Nagytilaj là một thị trấn thuộc hạt Vas, Hungary. Thị trấn này có diện tích 15,66 km², dân số năm 2010 là 131 người, mật độ 8 người/km².